# Szkółka niedzielna

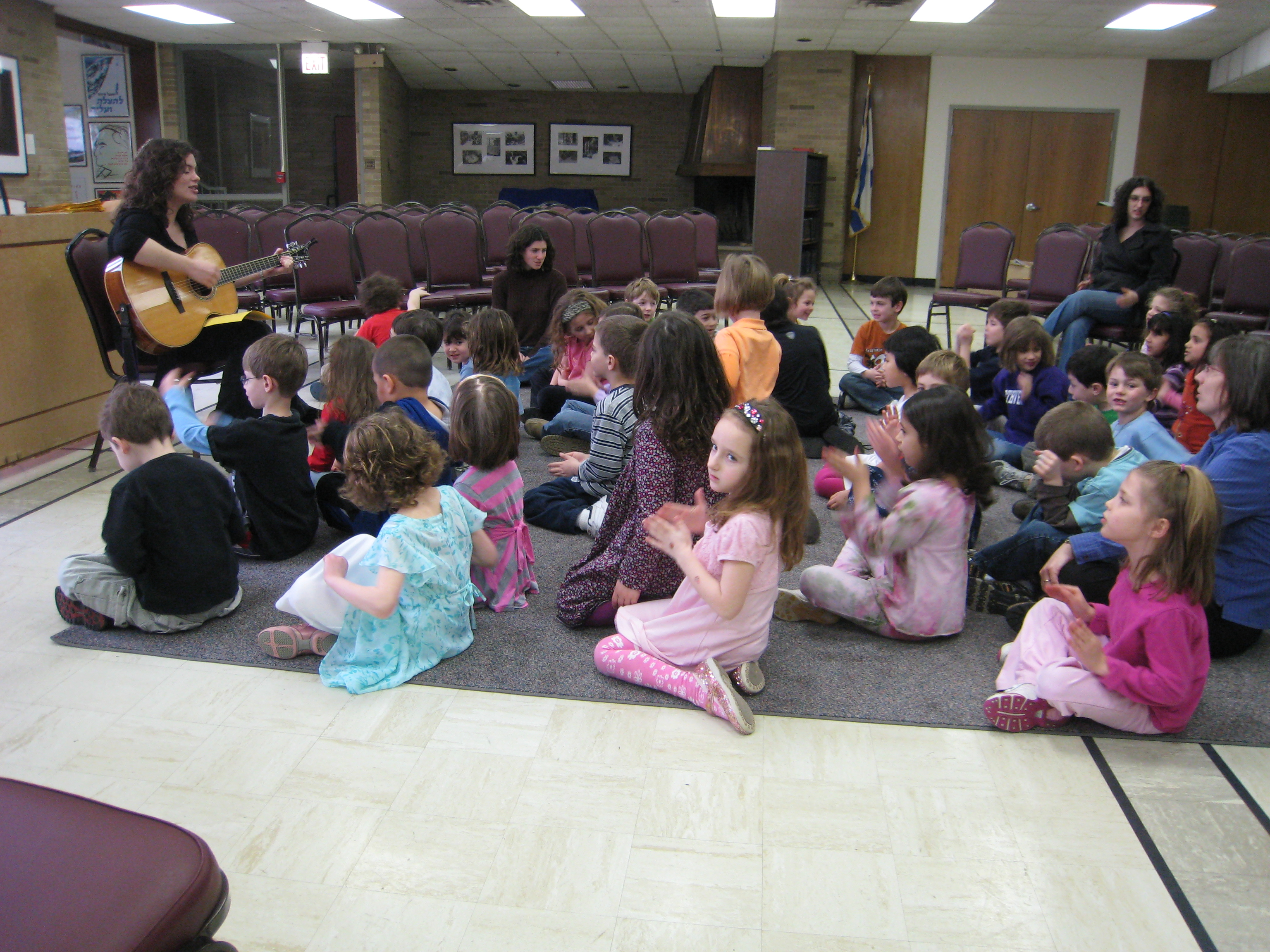
Szkoła niedzielna w Chicago w 2008 roku

Szkółka niedzielna – ogólna nazwa wielu rodzajów edukacji religijnej prowadzonej w niedzielę przez różne wyznania. W wyznaniach świętujących sobotę nosi ona nazwę „szkółki sobotniej”.

## Historia
Nazwa pochodzi z czasów, gdy Hannah Ball, rodowita mieszkanka High Wycombe w hrabstwie Buckinghamshire w Anglii, założyła w 1769 w mieście szkołę. Jakkolwiek założenie szkółki niedzielnej wiąże się bardziej z pracą Roberta Raiksa, redaktora Gloucester Journal, który dostrzegł potrzebę ochrony dzieci ze slumsów przed wstąpieniem na złą drogę. Pierwszą szkółkę niedzielną w Londynie otwarto przy kaplicy Surrey pod kierownictwem Rowlanda Hilla. Do roku 1831 do szkółek niedzielnych w Wielkiej Brytanii co tydzień uczęszczało 1 250 000 dzieci, czyli około 25 procent populacji. W przemysłowych miastach ich działania wspierane były przez ragged schools (edukacja oraz wspieranie dzieci z ubogich rodzin), ewentualnie przez publiczne programy edukacyjne. Równocześnie szkółki niedzielne kontynuowały swą coraz bogatszą ofertę edukacyjną. Rozwijały się również inne formy, jak choćby ruch socjalistycznych szkółek niedzielnych, mający swe początki w Wielkiej Brytanii pod koniec XIX wieku.
Nauczycielami w szkółkach niedzielnych są zazwyczaj laicy, wybrani do tej pracy przez kościelną radę lub komisję, zazwyczaj ze względu na ich duże doświadczenie i wiedzę na temat Biblii. Przeważnie są to katecheci, którzy maja już doświadczenie w nauczaniu oraz dodatkowe atrybuty wymienione powyżej.
Często spotykanymi nauczycielami są również księża katoliccy oraz siostry zakonne lub protestanccy pastorzy.

## Szkółki niedzielne obecnie
Po dziś dzień istnieje wiele różnych form szkółek niedzielnych. Swoim zakresem obejmują tradycyjne metody nauczania w małych grupach, naukę opartą na Biblii, wspólne śpiewy - od klasycznych psalmów po bardziej współczesne. Szkółki niedzielne są często częścią większego programu realizowanego przez poszczególne kościoły.
W 1986 w jednej z najstarszych dzielnic Nowego Jorku – w Brooklynie, pod przewodnictwem pastora Billa Wilsona zapoczątkowano nowy rodzaj szkółki niedzielnej zwanej Sidewalk Sunday School (Metro Ministries). Z pomocą małych ciężarówek dostawczych, które mogą być zaaranżowane jako scena, "MM" docierało w teren, do parków, gdzie łatwiej można było realizować program szkółek niedzielnych.
Współcześnie Metro Ministries jest obecne w wielu głównych miastach Stanów Zjednoczonych oraz posiada oddziały w ośmiu innych państwach.

## Sławni nauczyciele w szkółkach niedzielnych
- Jimmy Carter, 39. Prezydent Stanów Zjednoczonych oraz laureat nagrody Nobla
- Truett Cathy, założyciel sieci restauracji Chick-fil-A, uczył w szkółce niedzielnej ponad 55 lat.
- Stephen Colbert, amerykański komik, gospodarz programu Colbert Report
- Wielebny Alexander Fletcher, The Children's Friend, XIX-wieczny pionier przyciągający na swoje audiencje rzesze dzieci
- Margaret Hamilton, amerykańska aktorka filmowa
- Johnny Isakson, amerykański senator stanu Georgia
- Robert Raikes, angielski filantrop oraz założyciel Sunday School Movement
- Theodore Roosevelt, 26 Prezydent Stanów Zjednoczonych
- Charles M. Schulz, amerykański rysownik
- Jeff Sessions, amerykański senator stanu Alabama
- Dick Van Dyke, amerykański aktor filmowy i telewizyjny
- Bill Wilson, Senior Pastor i założyciel największej szkółki niedzielnej w USA (20 000 dzieci każdego tygodnia)